# 円舞曲 (ちあきなおみの曲)
「円舞曲」（わるつ）は、1974年3月10日に発売されたちあきなおみの17枚目のシングルである。

## 解説
作詞には1972年の『恋した女』以来2年ぶりに阿久悠が、作曲にはちあきの楽曲を初めて手がけることになった川口真が起用された。
作詞を手がけた阿久は、1949年に公開された吉村公三郎監督の映画『真夏の円舞曲』のタイトルを「ワルツ」と読むことが印象に残っており、本楽曲のタイトルを決定した。
シングル発売時、レコード会社のコロムビアは伊豆にある静岡県河津町が本楽曲の舞台であると設定して、河津町の海辺のホテルで作詞の阿久や作曲の川口をはじめとする200人が参加するパーティーを開くなどのタイアップをした。しかし、阿久本人は河津町を舞台として本楽曲を書いてはいないという。
同年5月25日には同名のアルバムも発売された。

## 収録曲
（全作詞：阿久悠、作曲・編曲：川口真）
1. 円舞曲
2. 女の旅

## カバー
- 早瀬ひとみ - 1983年、シングル『ちょっと待って大阪』収録
- あさみちゆき - 2009年、アルバム『あさみのうたV』収録